# Diócesis de Ozieri
La diócesis de Ozieri (en latín: Dioecesis Octeriensis o Othieren y en italiano: Diocesi di Ozieri) es una circunscripción eclesiástica de la Iglesia católica en Italia. Se trata de una diócesis latina, sufragánea de la arquidiócesis de Sassari. Desde el 18 de julio de 2015 su obispo es Corrado Melis.

## Territorio y organización

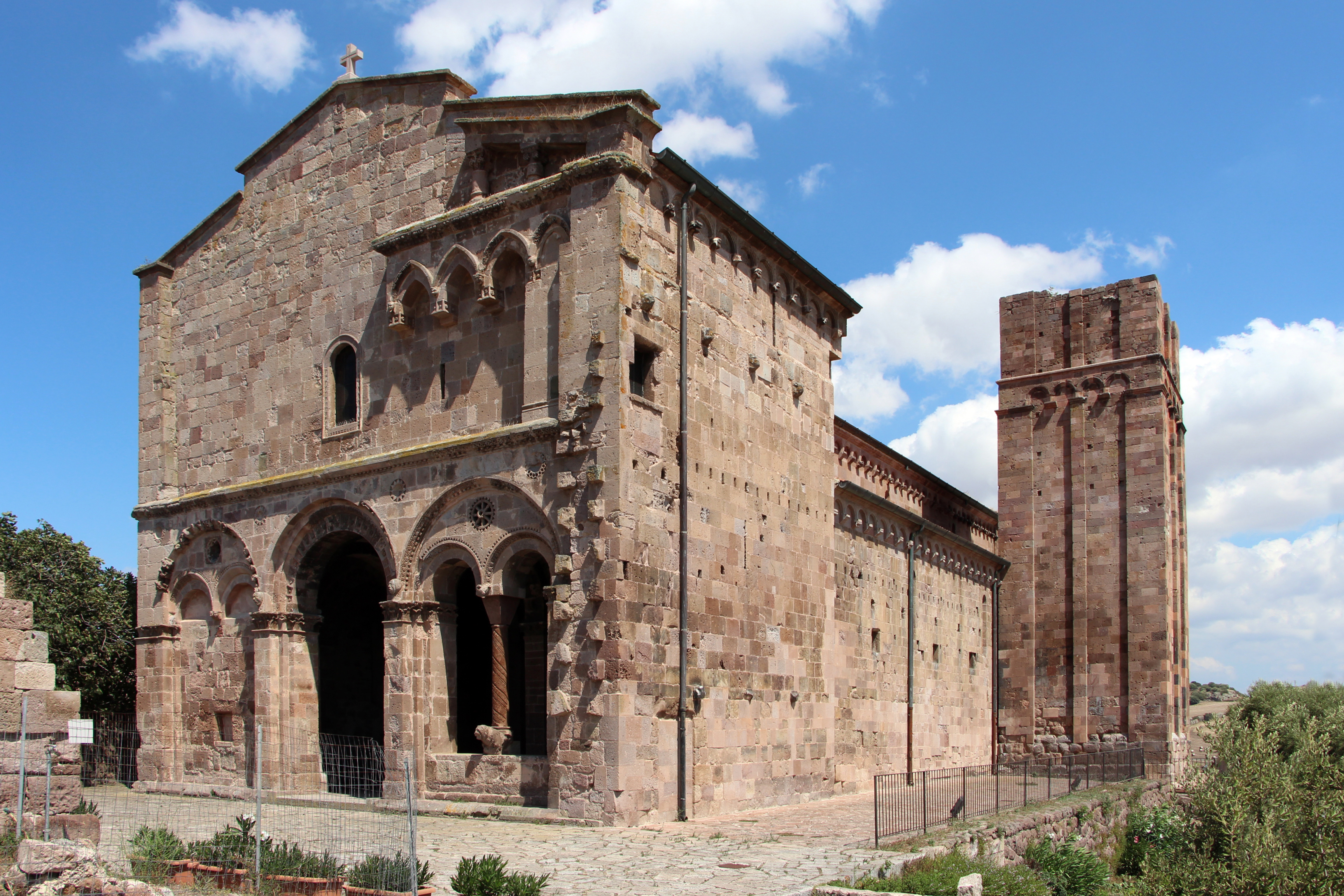
Excatedral basílica de San Antíoco, en Bisarcio

La diócesis tiene 2288 km² y extiende su jurisdicción sobre los fieles católicos de rito latino residentes en parte de la región de Cerdeña, comprendiendo:
- en la provincia de Sácer las comunas de: Alà dei Sardi, Berchidda, Buddusò, Monti, Oschiri, Padru, Anela, Ardara, Benetutti, Bono, Bottidda, Bultei, Burgos, Esporlatu, Illorai, Ittireddu, Nughedu San Nicolò, Nule, Olbia (solo la fracción de Berchiddeddu), Ozieri, Pattada y Tula;
- en la provincia de Nuoro la comuna de Osidda.

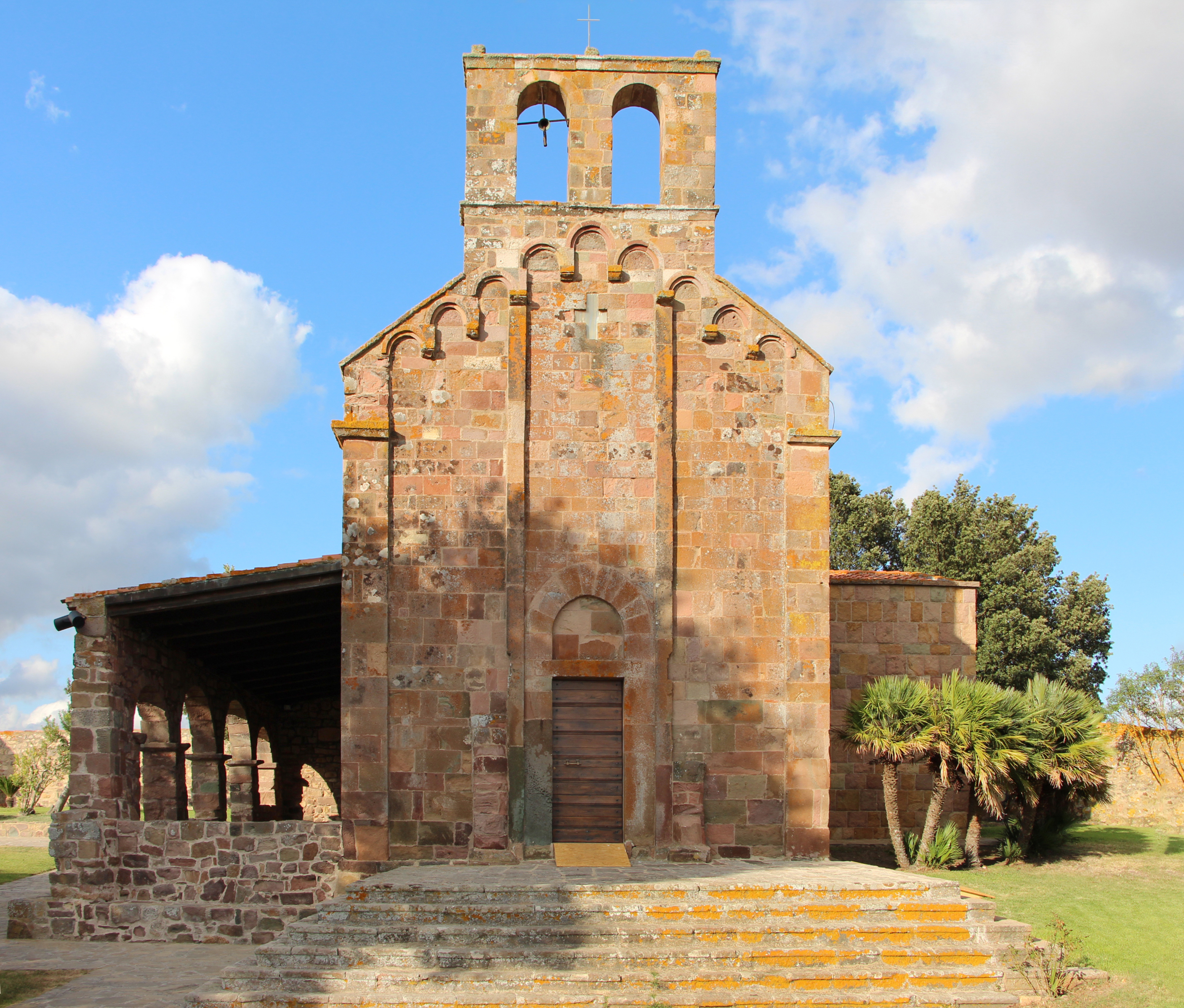
Excatedral de Nuestra Señora, en la comuna de Oschiri

La sede de la diócesis se encuentra en la ciudad de Ozieri, en donde se halla la Catedral de Santa María Inmaculada. En el territorio de la diócesis existen las excatedrales basílica de San Antíoco, en Bizarcio (en la zona de la antigua catedral se conservan las ruinas de la rectoría, el palacio episcopal y la ciudad medieval de Bisarcio) (exdiócesis de Bisarcio); y de Nuestra Señora, en la comuna de Oschiri (exdiócesis de Castro di Sardegna).
En 2023 en la diócesis existían 30 parroquias agrupadas en 4 vicariatos: Ozieri, Goceano, Monte Acuto y Monte Lerno.

## Historia
La actual diócesis de Ozieri tiene su origen en la diócesis medieval de Bisarchio o Bisarcio, a la que estaba unida la de Castro.
Se sabe muy poco sobre los orígenes del cristianismo y de la diócesis de Bisarcio. Probablemente fue fundada, junto con muchas otras diócesis sardas, poco después de mediados del siglo XI, en la época del papa Alejandro II (1061-1073), en conjunción con el fortalecimiento de la autoridad papal sobre Cerdeña después de siglos de relativo aislamiento. La diócesis formaba parte del juzgado de Torres y era sufragánea de la arquidiócesis de Torres. El primer documento que atestigua su existencia se remonta (se estima) a finales del siglo XI y fue uno de los redactados para renovar el archivo de la catedral tras un incendio.
Los primeros obispos conocidos son Nicodemo y Gavino, mencionados en una escritura de compraventa en tiempos del juez Mariano I de Torres (1065-1082). Les siguen Costantino Madrone (de Matrona), que redactó un acta de donación en 1082, y el obispo Pietro, que participó, el 16 de diciembre de 1112 en la consagración de la abadía camaldulense de la Santísima Trinidad de Saccargia. Quizás coincidiendo con el incendio de la catedral, la residencia del obispo fue trasladada, por tiempo no especificado, a Ardara, que también fue sede ocasional de los jueces de Torres.
El territorio, mucho más pequeño que el de Castro, incluía las actuales Ardara, Nughedu San Nicolò, Ozieri y Tula; los pueblos, hoy desaparecidos, de Butule, Urvei, Biduvè, Pianu, Lesanis, Pira y Mestighe; y otros centros difíciles de identificar como Lidinese, Ruabide, Retuba, Oraci y Ilanto. La basílica de San Antíoco sirvió como catedral.
La catedral, después del incendio que la destruyó hacia finales del siglo XI, fue reconstruida por el obispo Giovanni Thelle y reconsagrada por él en 1164 o 1174. En esta ocasión la sede episcopal volvió a su ubicación original.
Entre los siglos XII y XIII se instalaron en toda la isla comunidades monásticas procedentes de la península itálica o del sur de Francia. En la diócesis de Bisarcio están documentadas la comunidad benedictina de San Nicola di Butule y la comunidad vallombrosana de Santa Maria di Coros en Tula.
En 1135 Ardara fue escenario de uno de los acontecimientos más importantes de la Iglesia sarda: un concilio del episcopado sardo, en el que participó también el obispo de Bisarcio, aunque se desconoce su nombre. En 1437, el obispo Antonio Cano celebró un sínodo diocesano, en el que se tomaron disposiciones sobre la vida de los clérigos y la cura de las almas.
Entre los obispos del siglo XIII destaca la figura de Pietro Remenaro, sardo de origen genovés, que desempeñó un papel político de primera importancia en la mediación entre genoveses y pisanos por el control de la región del Bisarcio.
Hacia el siglo XV la crisis que afectó a Cerdeña llevó también a Bisarcio a la decadencia, hasta el punto de que la sede episcopal fue trasladada por un período a Ardara, y finalmente a la cercana Ozieri. Tras la muerte del obispo Giovanni, el 8 de diciembre de 1503 la diócesis fue suprimida, junto con la de Castro, mediante la bula Aequum reputamus del papa Julio II e incorporada a la de Alguer, donde el obispo de Ottana había trasladado su sede.
Estas disposiciones no fueron bien recibidas en las diócesis suprimidas y recién en 1543 el obispo de Alguer tomó posesión formal de las antiguas sedes de Castro, Bisarcio y Ottana.
La diócesis fue restablecida por el papa Pío VII el 9 de marzo de 1803 mediante la bula Divina disponente, tomando su territorio de la diócesis de Alguer y de la arquidiócesis de Sassari. Aunque tenía el nombre de Bisarcio, en memoria del antiguo centro, la sede episcopal estaba en Ozieri. La nueva diócesis correspondió a las medievales de Bisarcio y Castro.
En el primer período de su institución (1804-1847), los obispos se comprometieron no sólo al cuidado de las almas, sino también a la promoción social «para frenar el analfabetismo, promover la agricultura, construir y sostener estructuras comunitarias y pacificar algunas poblaciones en guerra». Al mismo tiempo, la diócesis tuvo que hacer frente a intentos periódicos de suprimirla, como ocurrió en 1816, 1835 y 1850.
Debido a desacuerdos entre la Iglesia y el Estado, la diócesis permaneció vacante desde 1847 hasta 1871, período durante el cual la legislación saboyana enajenó la mayor parte del patrimonio eclesiástico, con consecuencias también a nivel pastoral. Con el nombramiento de Serafino Corrias (1871-1896), la diócesis pudo recuperarse. «Su proyecto pastoral se dividió en seis puntos: colaboración con las autoridades civiles, formación del clero, educación de los laicos, instrucción religiosa del pueblo, purificación de la piedad popular, atención a la identidad y a los valores específicos del territorio».
El 12 de febrero de 1915, «suppressa antiqua Bisarchiensi denominatione», la diócesis asumió su nombre actual.
En 1936 tuvo lugar en Ozieri el tercer Congreso Eucarístico Cerdeño. En 1952, el canónigo Francesco Brundu fundó el semanario Voce del Logudoro. En 2001 un hijo de la diócesis, Mario Francesco Pompedda, fue elevado al cardenalato por el papa Juan Pablo II.

## Estadísticas
Según el Anuario Pontificio 2024 la diócesis tenía a fines de 2023 un total de 43 219 fieles bautizados.
| Año                                                                             | Población            | Población | Población      | Sacerdotes | Sacerdotes    | Sacerdotes    | Bautizados por sacerdote | Diáconos permanentes | Religiosos | Religiosos | Parroquias |
| Año                                                                             | Bautizados católicos | Total     | % de católicos | Total      | Clero secular | Clero regular | Bautizados por sacerdote | Diáconos permanentes | Varones    | Mujeres    | Parroquias |
| ------------------------------------------------------------------------------- | -------------------- | --------- | -------------- | ---------- | ------------- | ------------- | ------------------------ | -------------------- | ---------- | ---------- | ---------- |
| 1950                                                                            | 62 037               | 62 037    | 100.0          | 85         | 85            |               | 729                      |                      |            | 51         | 27         |
| 1970                                                                            | 62 996               | 62 996    | 100.0          | 75         | 70            | 5             | 839                      |                      | 5          | 74         | 29         |
| 1980                                                                            | 56 000               | 56 353    | 99.4           | 62         | 57            | 5             | 903                      |                      | 5          | 62         | 29         |
| 1990                                                                            | 57 500               | 58 000    | 99.1           | 62         | 56            | 6             | 927                      |                      | 6          | 59         | 30         |
| 1999                                                                            | 55 900               | 56 120    | 99.6           | 59         | 54            | 5             | 947                      |                      | 5          | 44         | 30         |
| 2000                                                                            | 56 280               | 56 500    | 99.6           | 58         | 53            | 5             | 970                      |                      | 5          | 44         | 30         |
| 2001                                                                            | 56 715               | 56 750    | 99.9           | 59         | 54            | 5             | 961                      |                      | 5          | 46         | 30         |
| 2002                                                                            | 56 500               | 56 600    | 99.8           | 59         | 54            | 5             | 957                      |                      | 5          | 47         | 30         |
| 2003                                                                            | 56 474               | 57 616    | 98.0           | 58         | 53            | 5             | 973                      |                      | 5          | 45         | 30         |
| 2004                                                                            | 57 000               | 58 000    | 98.3           | 58         | 54            | 4             | 982                      |                      | 4          | 42         | 30         |
| 2010                                                                            | 53 500               | 54 500    | 98.1           | 59         | 55            | 4             | 906                      |                      | 4          | 50         | 30         |
| 2013                                                                            | 54 100               | 54 500    | 99.3           | 43         | 39            | 4             | 1258                     |                      | 4          | 50         | 30         |
| 2016                                                                            | 49 509               | 50 109    | 98.8           | 45         | 41            | 4             | 1100                     |                      | 9          | 22         | 30         |
| 2019                                                                            | 48 321               | 48 825    | 99.0           | 43         | 38            | 5             | 1123                     |                      | 6          | 24         | 30         |
| 2021                                                                            | 44 443               | 44 870    | 99.0           | 45         | 39            | 6             | 987                      |                      | 6          | 23         | 30         |
| 2023                                                                            | 43 219               | 43 872    | 98.5           | 38         | 35            | 3             | 1137                     |                      | 3          | 27         | 30         |
| Fuente: Catholic-Hierarchy, que a su vez toma los datos del Anuario Pontificio. |                      |           |                |            |               |               |                          |                      |            |            |            |

## Episcopologio

### Obispos de Bisarcio
- Nicodemo † (antes de 1082)
- Gavino † (antes de 1082)
- Costantino Madrone † (mencionado en 1082)
- Pietro I † (antes de 1112-después de 1027)
- Anónimo † (mencionado en 1135)
- Mariano Thelle † (antes de 1139-después de 1146)
- Giovanni Thelle † (antes de 1164[nota 1]-después de 1179)
- Anónimo † (mencionado en 1215)
- Anónimo † (mencionado en 1236 y 1237)
- Giovanni I † (mencionado en 1237)
- Anónimo † (mencionado en 1253)
- Gonario o Gennaro † (mencionado en 1263)
- Giovanni II † (mencionado en 1269)
- Pietro II (Remenaro) † (antes de 1283-después de 1299)[nota 2]
- Bernardo Carboni † (antes de 1303-después de 1328)
- Anónimo † (mencionado en 1329, 1330 y 1336)
- Comita † (mencionado en 1341)
- Marzocco Capra † (documentado entre 1342 y 1348)
- Giovanni, O.F.M. † (17 de junio de 1349-1350 falleció)[nota 3]
- Francesco Batlle,[11] O.F.M. † (26 de noviembre de 1350-circa 1366 falleció)
- Corrado † (3 de junio de 1366-3 de septiembre de 1371 nombrado obispo de Malta)
- Donato, O.E.S.A. † (3 de septiembre de 1371-?)
- Antonio † (antes de 1386)
- Antioco † (16 de mayo de 1386-? )
- Jacopo, O.F.M. † (13 de septiembre de 1396-? )
- Simone Cristofori, O.P. † (7 de octubre de 1412-? falleció)
  - Antonio Stamingo, O.F.M. † (?-23 de enero de 1413 nombrado obispo de Bosa) (obediencia romana)
- Antonio Pinna † (26 de mayo de 1421-1436 falleció)
- Antonio Cano † (18 de julio de 1436-23 de octubre de 1448 nombrado arzobispo de Sassari)
- Sisinnio † (23 de octubre de 1448-1466 falleció)
- Lodovico de Santa Croce, O.F.M. † (7 de julio de 1466-1485 falleció)
- Michele López de la Sorra, O.F.M. † (16 de mayo de 1485-29 de marzo de 1486 nombrado obispo de las Islas Canarias)
- Garcia Quixada, O.F.M. † (15 de mayo de 1486-21 de mayo de 1490 nombrado obispo de Guadix)
- Galcerando, O.F.M. † (21 de mayo de 1490-? falleció)
- Giovanni, O.F.M. † (7 de febrero de 1500-1503 falleció)
  - Sede suprimida (1503-1803)
- Giovanni Antioco Azzei † (24 de septiembre de 1804-29 de marzo de 1819 nombrado arzobispo de Oristán)
- Domenico Pes, Sch.P. † (29 de marzo de 1819-8 de diciembre de 1831 falleció)
- Serafino Carchero, O.F.M.Cap. † (20 de enero de 1834-31 de marzo de 1847 falleció)
  - Sede vacante (1847-1871)
- Serafino Corrias † (24 de noviembre de 1871-31 de mayo de 1896 falleció)
- Filippo Bacciu † (30 de noviembre de 1896-14 de marzo de 1914 falleció)
  - Pietro Benedetti, M.S.C. † (21 de diciembre de 1914-28 de febrero de 1915 renunció) (obispo electo)[nota 4]

### Obispos de Ozieri
- Carmine Cesarano, C.SS.R. † (18 de abril de 1915-30 de septiembre de 1918 nombrado arzobispo de Conza)
- Francesco Maria Franco † (10 de marzo de 1919-18 de septiembre de 1933 nombrado obispo de Crema)
- Igino Maria Serci Vaquer † (2 de febrero de 1934-30 de mayo de 1938 falleció)
- Francesco Cogoni † (3 de marzo de 1939-25 de abril de 1975 retirado)
  - Sede vacante (1975-1978)[nota 5]
- Giovanni Pisanu † (4 de marzo de 1978-27 de marzo de 1997 retirado)
- Sebastiano Sanguinetti (27 de marzo de 1997-22 de abril de 2006 nombrado obispo de Tempio-Ampurias)
- Sergio Pintor † (29 de septiembre de 2006-10 de diciembre de 2012 retirado)
  - Sede vacante (2012-2015)[nota 6]
- Corrado Melis, desde el 18 de julio de 2015